# Großer Preis von Monaco 1993
Der Große Preis von Monaco 1993 (offiziell 51° Grand Prix de Monaco) fand am 23. Mai auf dem Circuit de Monaco in Monte Carlo statt und war das sechste Rennen der Formel-1-Weltmeisterschaft 1993.

## Berichte

### Hintergrund
Dasselbe Teilnehmerfeld, das zwei Wochen zuvor den Großen Preis von Spanien bestritten hatte, trat auch zum sechsten WM-Lauf des Jahres in Monaco an.
Nach dem Großen Preis von Spanien führte Alain Prost in der Fahrerwertung mit zwei Punkten vor Ayrton Senna und mit 20 Punkten vor Michael Schumacher. In der Konstrukteurswertung führte Williams-Renault mit zwölf Punkten vor McLaren-Ford und mit 27 Punkten vor Benetton-Ford.
Mit Senna (fünfmal), Prost (viermal) und Riccardo Patrese (einmal) traten drei ehemalige Sieger zu diesem Grand Prix an.

### Training und Qualifying
Trotz eines Unfalls in der Ste. Dévote-Kurve erzielte Senna die Bestzeit des ersten Trainings am Donnerstag, welches ebenso wie der am Nachmittag folgende erste Qualifikationsdurchgang bei nassen Streckenbedingungen stattfand. Wegen eines weiteren Unfalls bei trockenem Wetter am Samstag konnte er sich allerdings nicht die Pole-Position sichern. Stattdessen qualifizierte sich Prost vor Schumacher für die erste Startreihe. Senna folgte auf dem dritten Platz vor Damon Hill, Jean Alesi und Patrese. Luca Badoer scheiterte an der Qualifikation.

### Rennen
Während der ersten Runden blieb die Startreihenfolge der ersten drei zunächst bestehen. Wegen eines Frühstarts wurde jedoch Prost mit einer 10-Sekunden-Zeitstrafe belegt, die er in der zwölften Runde an der Box absolvierte. Infolge eines Fehlers beim anschließenden Beschleunigen fiel er ans Ende des Feldes zurück. Schumacher führte zu diesem Zeitpunkt mit deutlichem Vorsprung vor Senna.
In der 32. Runde schied Schumacher wegen eines Hydraulikdefektes aus. Senna gelangte dadurch in die Führungsposition, die er bis ins Ziel hielt. Hill wurde Zweiter vor Alesi. Prost hatte sich zwischenzeitlich wieder bis auf den vierten Rang nach vorn gekämpft. Hinter ihm erreichten Christian Fittipaldi und Martin Brundle als Fünfter beziehungsweise Sechster das Ziel.
In der Fahrerwertung übernahm Senna wieder die Führung vor Prost, Hill war neuer Dritter. In der Konstrukteurswertung blieben die ersten drei Positionen unverändert.

## Meldeliste
| Team                        | Nr. | Fahrer               | Chassis        | Motor                        | Reifen |
| --------------------------- | --- | -------------------- | -------------- | ---------------------------- | ------ |
| Canon Williams Team         | 0   | Damon Hill           | Williams FW15C | Renault RS5 3.5 V10          | G      |
| Canon Williams Team         | 02  | Alain Prost          | Williams FW15C | Renault RS5 3.5 V10          | G      |
| Tyrrell Racing Organisation | 03  | Ukyō Katayama        | Tyrrell 020C   | Yamaha OX10A 3.5 V10         | G      |
| Tyrrell Racing Organisation | 04  | Andrea de Cesaris    | Tyrrell 020C   | Yamaha OX10A 3.5 V10         | G      |
| Camel Benetton Ford         | 05  | Michael Schumacher   | Benetton B193B | Ford Cosworth HB 3.5 V8      | G      |
| Camel Benetton Ford         | 06  | Riccardo Patrese     | Benetton B193B | Ford Cosworth HB 3.5 V8      | G      |
| Marlboro McLaren            | 07  | Michael Andretti     | McLaren MP4/8  | Ford Cosworth HB 3.5 V8      | G      |
| Marlboro McLaren            | 08  | Ayrton Senna         | McLaren MP4/8  | Ford Cosworth HB 3.5 V8      | G      |
| Footwork Mugen Honda        | 09  | Derek Warwick        | Footwork FA14  | Mugen-Honda MF-351HB 3.5 V10 | G      |
| Footwork Mugen Honda        | 10  | Aguri Suzuki         | Footwork FA14  | Mugen-Honda MF-351HB 3.5 V10 | G      |
| Team Lotus                  | 11  | Alessandro Zanardi   | Lotus 107B     | Ford Cosworth HB 3.5 V8      | G      |
| Team Lotus                  | 12  | Johnny Herbert       | Lotus 107B     | Ford Cosworth HB 3.5 V8      | G      |
| Sasol Jordan                | 14  | Rubens Barrichello   | Jordan 193     | Hart 1035 3.5 V10            | G      |
| Sasol Jordan                | 15  | Thierry Boutsen      | Jordan 193     | Hart 1035 3.5 V10            | G      |
| Larrousse F1                | 19  | Philippe Alliot      | Larrousse LH93 | Lamborghini 3512 3.5 V12     | G      |
| Larrousse F1                | 20  | Érik Comas           | Larrousse LH93 | Lamborghini 3512 3.5 V12     | G      |
| Lola BMS Scuderia Italia    | 21  | Michele Alboreto     | Lola T93/30    | Ferrari 040 3.5 V12          | G      |
| Lola BMS Scuderia Italia    | 22  | Luca Badoer          | Lola T93/30    | Ferrari 040 3.5 V12          | G      |
| Minardi Team                | 23  | Christian Fittipaldi | Minardi M193   | Ford Cosworth HB 3.5 V8      | G      |
| Minardi Team                | 24  | Fabrizio Barbazza    | Minardi M193   | Ford Cosworth HB 3.5 V8      | G      |
| Ligier Gitanes Blondes      | 25  | Martin Brundle       | Ligier JS39    | Renault RS5 3.5 V10          | G      |
| Ligier Gitanes Blondes      | 26  | Mark Blundell        | Ligier JS39    | Renault RS5 3.5 V10          | G      |
| Scuderia Ferrari            | 27  | Jean Alesi           | Ferrari F93A   | Ferrari 041 3.5 V12          | G      |
| Scuderia Ferrari            | 28  | Gerhard Berger       | Ferrari F93A   | Ferrari 041 3.5 V12          | G      |
| Lighthouse Sauber           | 29  | Karl Wendlinger      | Sauber C12     | Sauber 2175 3.5 V10          | G      |
| Lighthouse Sauber           | 30  | JJ Lehto             | Sauber C12     | Sauber 2175 3.5 V10          | G      |

## Klassifikationen

### Qualifying
| Pos. | Fahrer               | Konstrukteur          | 1. Qualifikationstraining | 1. Qualifikationstraining | 2. Qualifikationstraining | 2. Qualifikationstraining | Start |
| Pos. | Fahrer               | Konstrukteur          | Zeit                      | Ø-Geschwindigkeit         | Zeit                      | Ø-Geschwindigkeit         | Start |
| ---- | -------------------- | --------------------- | ------------------------- | ------------------------- | ------------------------- | ------------------------- | ----- |
| 01   | Alain Prost          | Williams-Renault      | 1:39,649                  | 120,230 km/h              | 1:20,557                  | 148,725 km/h              | 01    |
| 02   | Michael Schumacher   | Benetton-Ford         | 1:40,780                  | 118,881 km/h              | 1:21,190                  | 147,565 km/h              | 02    |
| 03   | Ayrton Senna         | McLaren-Ford          | 1:42,127                  | 117,313 km/h              | 1:21,552                  | 146,910 km/h              | 03    |
| 04   | Damon Hill           | Williams-Renault      | 1:38,963                  | 121,063 km/h              | 1:21,825                  | 146,420 km/h              | 04    |
| 05   | Jean Alesi           | Ferrari               | 1:42,160                  | 117,275 km/h              | 1:21,948                  | 146,200 km/h              | 05    |
| 06   | Riccardo Patrese     | Benetton-Ford         | 1:42,136                  | 117,302 km/h              | 1:22,117                  | 145,899 km/h              | 06    |
| 07   | Gerhard Berger       | Ferrari               | 1:40,853                  | 118,795 km/h              | 1:22,394                  | 145,409 km/h              | 07    |
| 08   | Karl Wendlinger      | Sauber                | 1:45,439                  | 113,628 km/h              | 1:22,477                  | 145,262 km/h              | 08    |
| 09   | Michael Andretti     | McLaren-Ford          | 1:45,993                  | 113,034 km/h              | 1:22,994                  | 144,357 km/h              | 09    |
| 10   | Érik Comas           | Larrousse-Lamborghini | 1:44,483                  | 114,667 km/h              | 1:23,246                  | 143,920 km/h              | 10    |
| 11   | JJ Lehto             | Sauber                | 1:48,526                  | 110,396 km/h              | 1:23,715                  | 143,114 km/h              | 11    |
| 12   | Derek Warwick        | Footwork-Mugen-Honda  | 1:44,884                  | 114,229 km/h              | 1:23,749                  | 143,056 km/h              | 12    |
| 13   | Martin Brundle       | Ligier-Renault        | 1:46,446                  | 112,553 km/h              | 1:23,786                  | 142,993 km/h              | 13    |
| 14   | Johnny Herbert       | Lotus-Ford            | 1:43,898                  | 115,313 km/h              | 1:23,812                  | 142,949 km/h              | 14    |
| 15   | Philippe Alliot      | Larrousse-Lamborghini | 1:43,031                  | 116,283 km/h              | 1:23,907                  | 142,787 km/h              | 15    |
| 16   | Rubens Barrichello   | Jordan-Hart           | 1:44,310                  | 114,858 km/h              | 1:24,086                  | 142,483 km/h              | 16    |
| 17   | Christian Fittipaldi | Minardi-Ford          | 1:43,829                  | 115,390 km/h              | 1:24,298                  | 142,124 km/h              | 17    |
| 18   | Aguri Suzuki         | Footwork-Mugen-Honda  | 10:06,384                 | 19,758 km/h               | 1:24,524                  | 141,744 km/h              | 18    |
| 19   | Andrea de Cesaris    | Tyrrell-Yamaha        | 1:44,193                  | 114,987 km/h              | 1:24,544                  | 141,711 km/h              | 19    |
| 20   | Alessandro Zanardi   | Lotus-Ford            | 1:46,935                  | 112,038 km/h              | 1:24,888                  | 141,137 km/h              | 20    |
| 21   | Mark Blundell        | Ligier-Renault        | 1:43,449                  | 115,814 km/h              | 1:24,972                  | 140,997 km/h              | 21    |
| 22   | Ukyō Katayama        | Tyrrell-Yamaha        | 1:49,210                  | 109,704 km/h              | 1:25,236                  | 140,560 km/h              | 22    |
| 23   | Thierry Boutsen      | Jordan-Hart           | 1:45,512                  | 113,549 km/h              | 1:25,267                  | 140,509 km/h              | 23    |
| 24   | Michele Alboreto     | Lola-Ferrari          | 1:47,082                  | 111,884 km/h              | 1:26,444                  | 138,596 km/h              | 24    |
| 25   | Fabrizio Barbazza    | Minardi-Ford          | 1:44,524                  | 114,622 km/h              | 1:26,582                  | 138,375 km/h              | 25    |
| DNQ  | Luca Badoer          | Lola-Ferrari          | 1:46,745                  | 112,238 km/h              | 1:29,613                  | 133,695 km/h              | –     |

### Rennen
| Pos. | Fahrer               | Konstrukteur          | Runden | Stopps | Zeit        | Start | Schnellste Runde |
| ---- | -------------------- | --------------------- | ------ | ------ | ----------- | ----- | ---------------- |
| 01   | Ayrton Senna         | McLaren-Ford          | 78     | 1      | 1:52:10,947 | 03    | 1:23,737 (59.)   |
| 02   | Damon Hill           | Williams-Renault      | 78     | 0      | + 52,118    | 04    | 1:24,590 (52.)   |
| 03   | Jean Alesi           | Ferrari               | 78     | 0      | + 1:03,362  | 05    | 1:25,007 (52.)   |
| 04   | Alain Prost          | Williams-Renault      | 77     | 1      | + 1 Runde   | 01    | 1:23,604 (52.)   |
| 05   | Christian Fittipaldi | Minardi-Ford          | 76     | 0      | + 2 Runden  | 17    | 1:26,500 (59.)   |
| 06   | Martin Brundle       | Ligier-Renault        | 76     | 1      | + 2 Runden  | 13    | 1:25,006 (69.)   |
| 07   | Alessandro Zanardi   | Lotus-Ford            | 76     | 0      | + 2 Runden  | 20    | 1:26,317 (38.)   |
| 08   | Michael Andretti     | McLaren-Ford          | 76     | 2      | + 2 Runden  | 09    | 1:25,102 (55.)   |
| 09   | Rubens Barrichello   | Jordan-Hart           | 76     | 1      | + 2 Runden  | 16    | 1:26,711 (75.)   |
| 10   | Andrea de Cesaris    | Tyrrell-Yamaha        | 76     | 1      | + 2 Runden  | 19    | 1:27,222 (65.)   |
| 11   | Fabrizio Barbazza    | Minardi-Ford          | 75     | 0      | + 3 Runden  | 25    | 1:28,235 (63.)   |
| 12   | Philippe Alliot      | Larrousse-Lamborghini | 75     | 1      | + 3 Runden  | 15    | 1:27,068 (67.)   |
| 13   | Karl Wendlinger      | Sauber                | 74     | 1      | + 4 Runden  | 08    | 1:24,947 (43.)   |
| 14   | Gerhard Berger       | Ferrari               | 70     | 1      | DNF         | 07    | 1:23,660 (60.)   |
| –    | Johnny Herbert       | Lotus-Ford            | 61     | 0      | DNF         | 14    | 1:27,480 (21.)   |
| –    | Riccardo Patrese     | Benetton-Ford         | 53     | 1      | DNF         | 06    | 1:25,724 (25.)   |
| –    | Érik Comas           | Larrousse-Lamborghini | 51     | 0      | DNF         | 10    | 1:26,960 (17.)   |
| –    | Aguri Suzuki         | Footwork-Mugen-Honda  | 46     | 0      | DNF         | 18    | 1:27,388 (35.)   |
| –    | Derek Warwick        | Footwork-Mugen-Honda  | 43     | 2      | DNF         | 12    | 1:27,283 (19.)   |
| –    | Michael Schumacher   | Benetton-Ford         | 32     | 0      | DNF         | 02    | 1:24,177 (18.)   |
| –    | Ukyō Katayama        | Tyrrell-Yamaha        | 31     | 0      | DNF         | 22    | 1:29,315 (21.)   |
| –    | Michele Alboreto     | Lola-Ferrari          | 28     | 0      | DNF         | 24    | 1:29,377 (11.)   |
| –    | JJ Lehto             | Sauber                | 23     | 0      | DNF         | 11    | 1:26,559 (15.)   |
| –    | Thierry Boutsen      | Jordan-Hart           | 12     | 0      | DNF         | 23    | 1:29,117 (12.)   |
| –    | Mark Blundell        | Ligier-Renault        | 3      | 0      | DNF         | 21    | 1:28,653 (03.)   |

## WM-Stände nach dem Rennen
Die ersten sechs des Rennens bekamen 10, 6, 4, 3, 2 bzw. 1 Punkt(e).

### Fahrerwertung
| Pos. | Fahrer               | Konstrukteur          | Punkte |
| ---- | -------------------- | --------------------- | ------ |
| 01   | Ayrton Senna         | McLaren-Ford          | 42     |
| 02   | Alain Prost          | Williams-Renault      | 37     |
| 03   | Damon Hill           | Williams-Renault      | 18     |
| 04   | Michael Schumacher   | Benetton-Ford         | 14     |
| 05   | Mark Blundell        | Ligier-Renault        | 6      |
| 06   | Johnny Herbert       | Lotus-Ford            | 6      |
| 07   | Martin Brundle       | Ligier-Renault        | 5      |
| 08   | JJ Lehto             | Sauber                | 5      |
| 09   | Riccardo Patrese     | Benetton-Ford         | 5      |
| 10   | Christian Fittipaldi | Minardi-Ford          | 5      |
| 11   | Jean Alesi           | Ferrari               | 4      |
| 12   | Philippe Alliot      | Larrousse-Lamborghini | 2      |
| 13   | Fabrizio Barbazza    | Minardi-Ford          | 2      |
| 14   | Gerhard Berger       | Ferrari               | 2      |

| Pos. | Fahrer             | Konstrukteur          | Punkte |
| ---- | ------------------ | --------------------- | ------ |
| 15   | Michael Andretti   | McLaren-Ford          | 2      |
| 16   | Alessandro Zanardi | Lotus-Ford            | 1      |
| 17   | Derek Warwick      | Footwork-Mugen-Honda  | 0      |
| 18   | Luca Badoer        | Lola-Ferrari          | 0      |
| 19   | Érik Comas         | Larrousse-Lamborghini | 0      |
| 20   | Aguri Suzuki       | Footwork-Mugen-Honda  | 0      |
| 21   | Rubens Barrichello | Jordan-Hart           | 0      |
| 22   | Andrea de Cesaris  | Tyrrell-Yamaha        | 0      |
| 23   | Michele Alboreto   | Lola-Ferrari          | 0      |
| 24   | Thierry Boutsen    | Jordan-Hart           | 0      |
| 25   | Karl Wendlinger    | Sauber                | 0      |
| –    | Ukyō Katayama      | Tyrrell-Yamaha        | 0      |
| –    | Ivan Capelli       | Jordan-Hart           | 0      |

### Konstrukteurswertung
| Pos. | Konstrukteur     | Punkte |
| ---- | ---------------- | ------ |
| 01   | Williams-Renault | 55     |
| 02   | McLaren-Ford     | 44     |
| 03   | Benetton-Ford    | 19     |
| 04   | Ligier-Renault   | 11     |
| 05   | Lotus-Ford       | 7      |
| 06   | Minardi-Ford     | 7      |
| 07   | Ferrari          | 6      |

| Pos. | Konstrukteur          | Punkte |
| ---- | --------------------- | ------ |
| 08   | Sauber                | 5      |
| 09   | Larrousse-Lamborghini | 2      |
| 10   | Footwork-Mugen-Honda  | 0      |
| 11   | Lola-Ferrari          | 0      |
| 12   | Jordan-Hart           | 0      |
| 13   | Tyrrell-Yamaha        | 0      |